# Te Busqué
Te Busqué (Vertaling: "Ik zocht je") is een single van de Canadese zangeres Nelly Furtado en de Colombiaanse zanger Juanes. Het nummer is terug te vinden op Nelly Furtado's derde album, Loose. Het werd in Spanje uitgebracht als eerste single van het album. Het behaalde daar de nummer 1-positie. In Nederland is het de vijfde single, ook is het nummer verkozen tot alarmschijf.

## Geschiedenis
Oorspronkelijk schreef Nelly Furtado het nummer al in 2007, op een beat van producer Lester Mendez. De coupletten waren in het Engels, het refrein in het Spaans. Furtado vond het refrein echter niet mooi, en besprak het probleem met Juanes. De twee hadden ook al samengewerkt aan de single Fotografía uit 2003. Juanes ging akkoord met een duet, en schreef een nieuw refrein in twee dagen. In het nummer speelt Juanes elektrische en akoestische gitaar.
De hoofdreden om de single in Spanje als eerste uit te brengen was het beperkte succes van de meer hip-hop achtige singles Promiscuous en Maneater in Noord-Amerika en Europa.
Toen het nummer is nog niet officieel uitgebracht was in de Verenigde Staten, kreeg het al zoveel airplay op de radiozenders met Latijns-Amerikaanse muziek dat het al op nummer 24 stond van de latin pop-hitlijst van het tijdschrift Billboard. De videoclip van het nummer werd gemaakt in de laatste maanden van 2006.

## Hitnotering
| Te Busqué in de Nederlandse Top 40 - binnen: 7 juli 2007 | Te Busqué in de Nederlandse Top 40 - binnen: 7 juli 2007 | Te Busqué in de Nederlandse Top 40 - binnen: 7 juli 2007 | Te Busqué in de Nederlandse Top 40 - binnen: 7 juli 2007 | Te Busqué in de Nederlandse Top 40 - binnen: 7 juli 2007 | Te Busqué in de Nederlandse Top 40 - binnen: 7 juli 2007 | Te Busqué in de Nederlandse Top 40 - binnen: 7 juli 2007 | Te Busqué in de Nederlandse Top 40 - binnen: 7 juli 2007 | Te Busqué in de Nederlandse Top 40 - binnen: 7 juli 2007 | Te Busqué in de Nederlandse Top 40 - binnen: 7 juli 2007 | Te Busqué in de Nederlandse Top 40 - binnen: 7 juli 2007 | Te Busqué in de Nederlandse Top 40 - binnen: 7 juli 2007 | Te Busqué in de Nederlandse Top 40 - binnen: 7 juli 2007 | Te Busqué in de Nederlandse Top 40 - binnen: 7 juli 2007 | Te Busqué in de Nederlandse Top 40 - binnen: 7 juli 2007 |
| Week                                                     | 1                                                        | 2                                                        | 3                                                        | 4                                                        | 5                                                        | 6                                                        | 7                                                        | 8                                                        | 9                                                        | 10                                                       | 11                                                       | 12                                                       | 13                                                       | 14                                                       |
| -------------------------------------------------------- | -------------------------------------------------------- | -------------------------------------------------------- | -------------------------------------------------------- | -------------------------------------------------------- | -------------------------------------------------------- | -------------------------------------------------------- | -------------------------------------------------------- | -------------------------------------------------------- | -------------------------------------------------------- | -------------------------------------------------------- | -------------------------------------------------------- | -------------------------------------------------------- | -------------------------------------------------------- | -------------------------------------------------------- |
| Nummer                                                   | 19                                                       | 5                                                        | 4                                                        | 5                                                        | 6                                                        | 9                                                        | 10                                                       | 11                                                       | 13                                                       | 16                                                       | 24                                                       | 26                                                       | 28                                                       | uit                                                      |

## Track lijst
2 Track Single
1. Te Busque
2. Te Busque (Spaanse versie)

4 Track Single
1. Te Busque
2. Te Busque (Spaanse versie)
3. Runaway
4. Say It Right (Reggae Remix)